# Cmentarz żydowski w Legionowie
Cmentarz żydowski w Legionowie – nekropolia w Legionowie założona na terenie dzielnicy Ludwisin w okresie istnienia w tej miejscowości getta dla ludności żydowskiej. Przyjmuje się, że powstał pod koniec 1940. Po likwidacji getta dokonanej przez Niemców w 1942 cmentarz został zdewastowany. Znajduje się na ogrodzonym prywatnym terenie.

## Historia
Mimo że przed II wojną światową wśród mieszkańców Legionowa byli Żydzi, to jednak pochówki zmarłych z tego kręgu odbywały się na cmentarzu żydowskim w Nowym Dworze Mazowieckim.
Po utworzeniu 15 listopada 1940 przez okupanta niemieckiego getta w Legionowie prawdopodobnie jeszcze pod koniec tegoż roku w Osiedlu Ludwisin na parceli nr 9 należącej do Aleksandra Wieczorka (pagórek przy obecnej ul. Parkowej 68 wzdłuż ulicy Kozietulskiego) rozpoczęły się pochówki zmarłych mieszkańców dzielnicy żydowskiej. Cmentarz przylegał do zachodniej granicy getta.
W czasie istnienia getta na cmentarzu odbywały się często pochówki. Pogrzebano tam m.in. osoby zmarłe na tyfus. Na cmentarzu Niemcy dokonywali też egzekucji Żydów.
Po wojnie cmentarz został zdewastowany przez okoliczną ludność, która usuwała z jego terenu cementowe nagrobki (macewy), by wykorzystywać je na potrzeby budowlane. Groby były też rozkopywane, czego ślady były widoczne jeszcze w latach 70.. Pagórek, na którym znajduje się część cmentarza w 2. połowie XX wieku był dla dzieci terenem zabaw zimowych.
Legionowski cmentarz żydowski należy do grupy kilku tzw. cmentarzy gettowych czyli nekropolii zakładanych na terenie gett wobec zamknięcia dostępu Żydów do cmentarzy znajdujących się poza ich obrębem. Przykładem takich nekropolii są cmentarze żydowskie w Augustowie, Białymstoku i Kielcach.
Wiele osób zmarłych w getcie grzebano na jego terenie także poza cmentarzem, m.in. „w rowie melioracyjnym biegnących do Jabłonny i w dołach wykopanych w pobliskim zagajniku”.

## Stan zachowania
W 2022 cmentarz był częścią prywatnej ogrodzonej posesji. Nie został w żaden sposób oznaczony.